# Patka
Patka (inaczej „łapka”) – kolorowa oznaka rozpoznawcza umieszczona na kołnierzu polskiego munduru wojskowego.

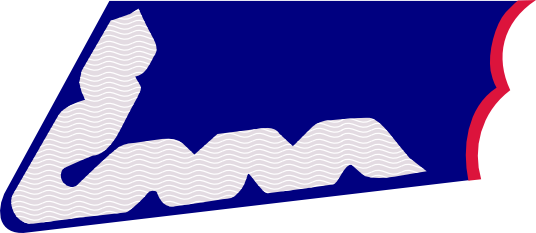
Łapka generała II RP

## Patki w Wojsku Polskim II RP

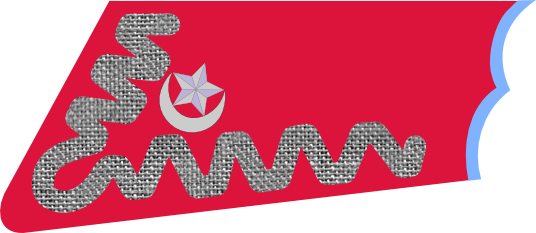
Łapka jazdy tatarskiej

W odradzającym się Wojsku Polskim, zgodnie z instrukcją "Przepis ubioru polowego Wojska Polskiego r. 1919", patki naszywano na kołnierzu kurtki, tak aby zakrywały przód kołnierza na całą szerokość jego wyłożonej części; długość całej patki 10 cm.
Tylna część wycięta była w ząb. Wzdłuż tego wycięcia naszyta była zazwyczaj barwna wypustka. Na patce naszywano oznakę legionową w kształcie wężyka. W zależności od korpusu osobowego, wężyk posiadał różne kształty. W czasie reformy mundurowej w 1936 roku wydany został przepis określający wzory wężyków: generalskich (w pięć stref), oficerskich (w trzy strefy), podoficerskich (wąski haft) i szeregowców (galon szerokości 5 mm).  Wężyki haftowane były na łapkach lub bezpośrednio na kołnierzu (bronie jezdne).
Oprócz wężyka i wypustki, na patce umieszczany był znak służby, jednostki itp. Znak haftowano lub wytłaczano. Umieszczano go zazwyczaj ukośnie w przednim rogu patki.

## Patki w PSZ

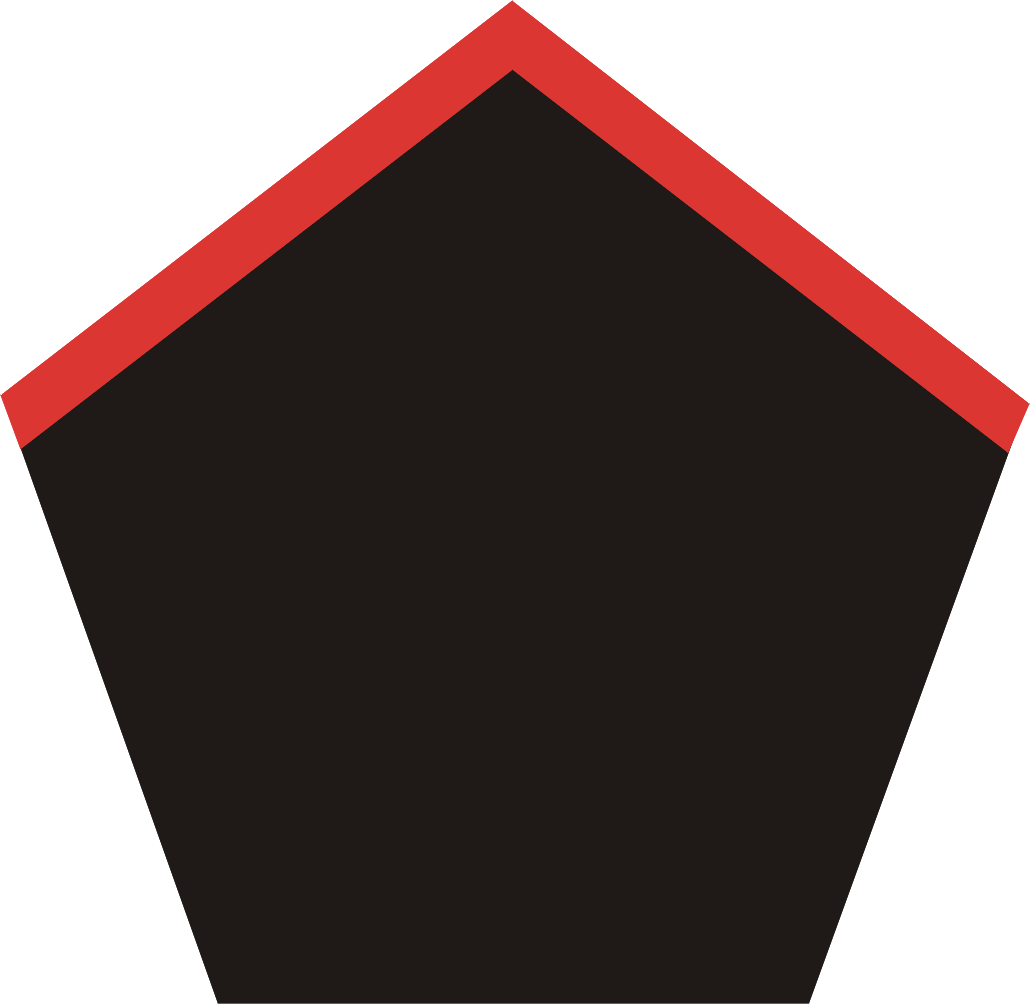
Patka saperów

Zgodnie z polskimi tradycjami w PSZ w Wielkiej Brytanii wprowadzono patki na kołnierze w kolorach broni. Od września 1944 roku patki nosili audytorzy, duchowieństwo i żandarmeria 3 Brygady Strzelców – pozostali żołnierze nosili proporczyki swoich oddziałów.

## Patki w ludowym Wojsku Polskim

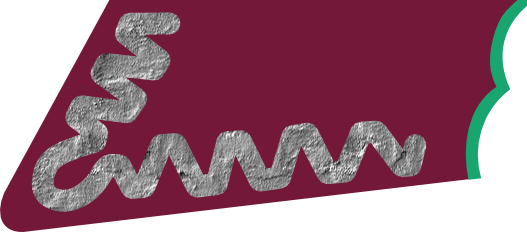
Łapka artylerii

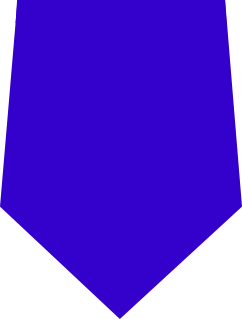
Patka lotnictwa

W 1949 nowe przepisy ubiorcze ludowego Wojska Polskiego wprowadziły na kołnierze kurtek, zamiast dotychczasowych proporczyków, ciemnokarminowe łapki z wężykiem haftowanym matowosrebrnym bajorkiem i wypustką barwy broni lub służby. Szerokość wężyka na łapce generalskiej wynosiła 24 mm, oficerskiej 16 mm, podoficerskiej 15 mm. Generałowie oraz oficerowie dyplomowani na patce mieli haftowane srebrne orły. Uczniowie szkół wojskowych na łapkach nosili oznaki szkolne
W  1952 roku, wraz z wprowadzeniem kurtek z wykładanym kołnierzem, zmienił się kształt patek. W 1960 roku patki zastąpione zostały korpusówkami nowego wzoru.